# Municipio de Miller (condado de Douglas, Misuri)
Miller Township es un municipio del condado de Douglas, Misuri, Estados Unidos. Según el censo de 2020, tiene una población de 505 habitantes.
Tiene un código de clase Z1, que indica que no está en funcionamiento (non-functioning county subdivision) y solamente se mantiene para fines estadísticos.

## Geografía
La subdivisión está ubicada en las coordenadas 37°1′18″N 92°34′42″O / 37.02167, -92.57833. Según la Oficina del Censo de los Estados Unidos, tiene una superficie de 94.33 km² de tierra y 0.002 km² de agua.

## Demografía
Según el censo de 2020, hay 505 personas residiendo en la zona. La densidad de población es de 5.35 hab./km². El 94.65 % de los habitantes son blancos, el 0.20 % es de otra raza y el 5.15 % es de una mezcla de razas. Del total de la población, el 0.40 % eran hispanos o latinos de cualquier raza.